# كاتيا زايتسينغر
قالب:Infobox alpine ski racer
كاتيا زايتسينغر (Katja Seizinger) هي لاعبة أولمبية في رياضة التزلج على المنحدرات الجليدية من ألمانيا. شاركت في الأولمبياد الشتوي في 1992–1998، وفازت بما مجموعه 5 ميداليات.

## الميداليات
| ذهب | فضة | برونز | المجموع |
| 3   | 0   | 2     | 5       |

## روابط خارجية
- كاتيا زايتسينغر على موقع IMDb (الإنجليزية)
- كاتيا زايتسينغر على موقع الموسوعة البريطانية (الإنجليزية)
- كاتيا زايتسينغر على موقع إن إن دي بي (الإنجليزية)
- كاتيا زايتسينغر على موقع الاتحاد الدولي للتزلج (التزلج على المنحدرات الثلجية) (الإنجليزية)
- كاتيا زايتسينغر على موقع اللجنة الأولمبية الدولية (الإنجليزية)
- كاتيا زايتسينغر على موقع أوليمبيديا (الإنجليزية)